# Спектральное представление Челлена — Лемана
Спектральное представление Каллена — Лемана (представление Лемана) даёт общее выражение для (упорядоченной по времени) двухточечной корреляционной функции в квантовой теории поля с взаимодействием как суммы свободных пропагаторов. Оно было открыто Гуннаром Челленном в 1952 году и независимо Гарри Леманном в 1954 году. Это представление можно записать, используя метрику с отрицательной сигнатурой, как
{\displaystyle \Delta (p)=\int _{0}^{\infty }d\mu ^{2}\rho (\mu ^{2}){\frac {1}{p^{2}-\mu ^{2}+i\epsilon }},}
где {\displaystyle \rho (\mu ^{2})} — функция спектральной плотности, которая должна быть положительно определённой. В калибровочной теории это последнее условие не может быть выполнено, но, тем не менее, можно обеспечить спектральное представление. Представление относится к непертурбативным методам квантовой теории поля.

## Вывод
В следующем выводе используется метрика с отрицательной сигнатурой. Чтобы получить спектральное представление для пропагатора поля {\displaystyle \Phi (x)}, рассматривается полный набор состояний {\displaystyle \{|n\rangle \}} так что для двухточечной корреляционной функции можно написать
{\displaystyle \langle 0|\Phi (x)\Phi ^{\dagger }(y)|0\rangle =\sum _{n}\langle 0|\Phi (x)|n\rangle \langle n|\Phi ^{\dagger }(y)|0\rangle .}
Теперь мы можем использовать инвариантность к группе Пуанкаре вакуума, чтобы записать
{\displaystyle \langle 0|\Phi (x)\Phi ^{\dagger }(y)|0\rangle =\sum _{n}e^{-ip_{n}\cdot (x-y)}|\langle 0|\Phi (0)|n\rangle |^{2}.}
Далее введём функцию спектральной плотности
{\displaystyle \rho (p^{2})\theta (p_{0})(2\pi )^{-3}=\sum _{n}\delta ^{4}(p-p_{n})|\langle 0|\Phi (0)|n\rangle |^{2}} .
Где мы использовали тот факт, что наша двухточечная функция, будучи функцией {\displaystyle p_{\mu }}, может зависеть только от квадрата {\displaystyle p^{2}}. Кроме того, все промежуточные состояния имеют {\displaystyle p^{2}\geq 0} и {\displaystyle p_{0}>0}. Сразу становится понятно, что функция спектральной плотности действительна и положительна. Можно написать
{\displaystyle \langle 0|\Phi (x)\Phi ^{\dagger }(y)|0\rangle =\int {\frac {d^{4}p}{(2\pi )^{3}}}\int _{0}^{\infty }d\mu ^{2}e^{-ip\cdot (x-y)}\rho (\mu ^{2})\theta (p_{0})\delta (p^{2}-\mu ^{2})}
и, меняя местами интегрирование это выражение записывается как
{\displaystyle \langle 0|\Phi (x)\Phi ^{\dagger }(y)|0\rangle =\int _{0}^{\infty }d\mu ^{2}\rho (\mu ^{2})\Delta '(x-y;\mu ^{2})}
где
{\displaystyle \Delta '(x-y;\mu ^{2})=\int {\frac {d^{4}p}{(2\pi )^{3}}}e^{-ip\cdot (x-y)}\theta (p_{0})\delta (p^{2}-\mu ^{2})} .
Из теоремы CPT также известно, что идентичное выражение справедливо для {\displaystyle \langle 0|\Phi ^{\dagger }(x)\Phi (y)|0\rangle } и таким образом мы приходим к выражению для упорядоченного по времени произведения полей
{\displaystyle \langle 0|T\Phi (x)\Phi ^{\dagger }(y)|0\rangle =\int _{0}^{\infty }d\mu ^{2}\rho (\mu ^{2})\Delta (x-y;\mu ^{2})}
где введенено обозначение
{\displaystyle \Delta (p;\mu ^{2})={\frac {1}{p^{2}-\mu ^{2}+i\epsilon }}}
для пропанатора свободных частиц. Теперь, когда у нас есть точный пропагатор, заданный упорядоченной по времени двухточечной функцией, мы получили спектральное разложение.